# Sjalva Loladze
Sjalva Loladze (Georgisch: შალვა ლოლაძე, Duits: Schalwa Loladse) (Kvemo Chodasjeni, Telavi, Gouvernement Tiflis, 16 april 1916 – Texel, 25 april 1945) was een Georgisch militair. Hij was een Sovjet-soldaat en krijgsgevangene die later een officier werd van het 822e Georgische Infanteriebataljon van het Georgisch Legioen, een onderdeel van de Duitse Wehrmacht. Tijdens de laatste periode van de Tweede Wereldoorlog leidde hij de opstand van de Georgiërs tegen de Duitse bezetters op het Nederlandse eiland Texel.

## Opstand
Loladze diende in het Rode Leger toen de Tweede Wereldoorlog uitbrak in 1939. In 1942 was hij commandant van een Russisch luchteskader. Zijn vliegtuig werd boven Oekraïne neergehaald en Loladze werd gevangen genomen door de Duitsers. Om opsluiting in een Duits concentratiekamp te voorkomen besloot hij in het 822e Georgische Infanteriebataljon (genaamd Koningin Tamara) van het Georgisch Legioen te gaan vechten, waar hij tweede luitenant werd. Het bataljon was tijdens de laatste maanden van de oorlog gestationeerd op het Nederlandse eiland Texel, dat net als de rest van het land bezet was door nazi-Duitsland.

Op 6 april 1945 leidde Loladze een opstand tegen de Duitsers op het eiland die in de volksmond de Russenoorlog is gaan heten, en later bekend zou staan als de opstand van de Georgiërs. Hij vroeg aan de lokale verzetsleider W.N. Kelder om 200 mannen bij elkaar te brengen die bereid waren om samen met de 800 Georgiërs tegen de Duitsers te vechten. In de bunker Texla gaf hij een speech voor de Texelse soldaten.
De opstand tegen de gehate onderdrukker is in heel Holland begonnen. (...) Ik waardeer het zeer dat jullie zijn gekomen om met ons zij aan zij te vechten. Er is nu geen weg meer terug. Lang leve Holland. Lang leve de Sovjet-Unie.
 Op 25 april werd Loladze in de rug geschoten door Duitse militairen. De eigenaar van de villa waar Loladze zich eerder met negen van zijn mannen had verscholen werd gedwongen het lichaam te begraven. Loladze werd later samen met zijn gevallen kameraden herbegraven op een Texelse begraafplaats dat zijn naam draagt: de Georgische Erebegraafplaats Loladze.